# كيموكو سيسوكو
كيموكو سيسوكو (بالفرنسية: Kemekho Cissokho)‏ مواليد 7 يناير 1990 في السنغال، هو لاعب كرة قدم سنغالي .
لعب سابقاً في نادي نانت الفرنسي ونادي الفتح السعودي وفاز معهم بالدوري السعودي عام 2013 وبعدها تعرض لإصابة قوية واستغنى عنه نادي الفتح وبعدها لعب مع نادي النجم الملتوي التونسي ونادي الاتحاد السكندري المصري ووقع مع نادي ضمك السعودي عام 2017 و وقع مع نادي الأنوار في عام 2019 .

## روابط خارجية
- كيموكو سيسوكو على موقع قاعدة بيانات كرة القدم.إي يو (الإنجليزية)